# Johann Heinrich Glaser

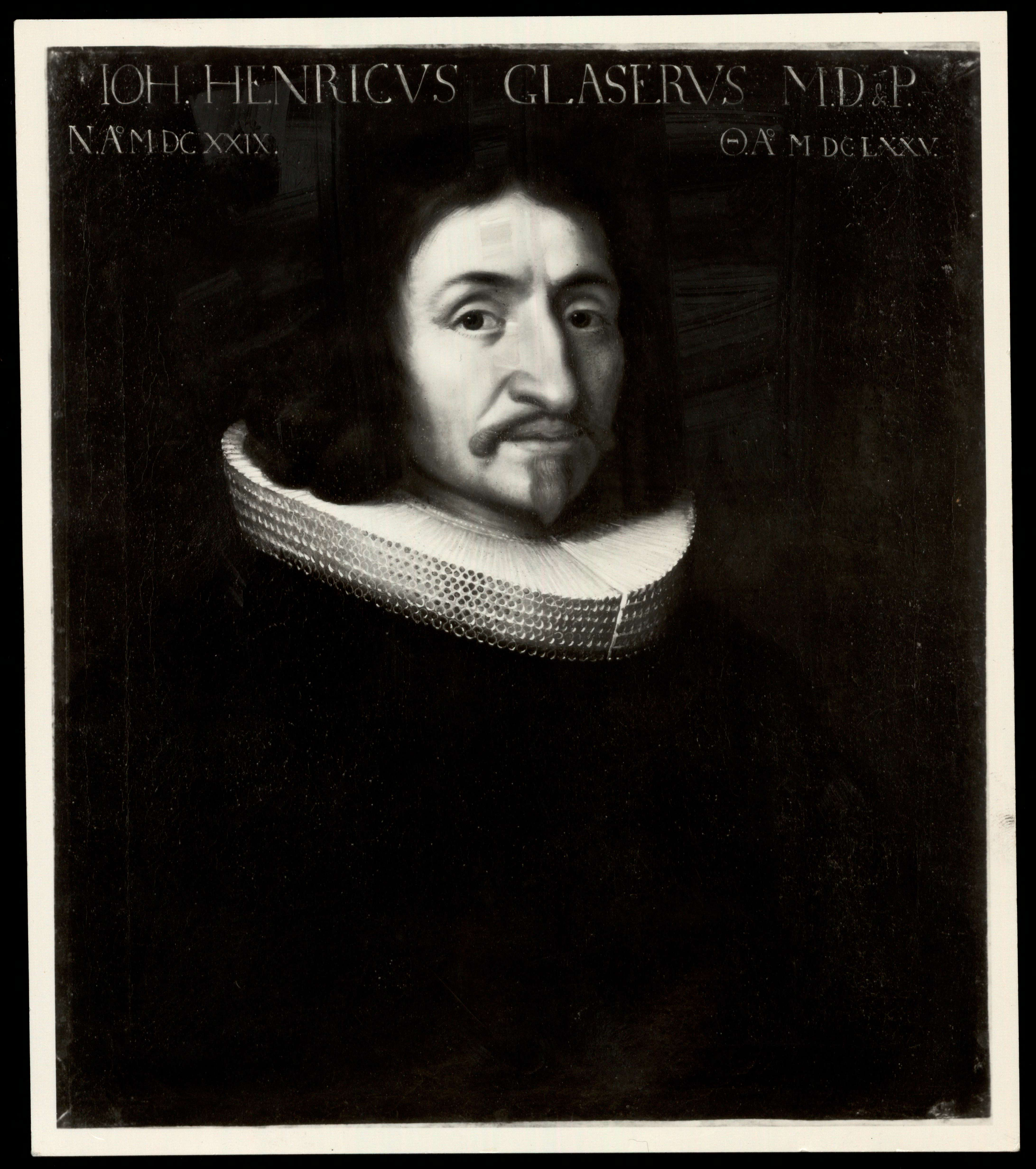
Johann Heinrich Glaser (zwischen 1680 und 1689)

Johann Heinrich Glaser, latinisiert Johannes Henricus Glaserus (* 6. Oktober 1629 in Basel; † 5. Februar 1675 ebenda) war ein Schweizer Anatom, Chirurg und Botaniker.

## Leben und Wirken
Glaser studierte unter anderem Medizin an den Universitäten zu Basel, Heidelberg und Paris. 1665 wurde der Arzt auf den Lehrstuhl für Griechisch an der Universität Basel berufen, nachdem er im Jahr zuvor bei der Besetzung des Lehrstuhls der Mathematik keine Berücksichtigung gefunden hatte. 1667 erhielt Glaser dort die Professur für Botanik und Anatomie, die er bis zu seinem Tode innehatte. Zwischen 1667 und 1668 war Glaser Ordinarius.
Unter Glaser erfolgte an der Universität eine rege öffentliche Sektions- und Obduktionstätigkeit. Mit dem Wundarzt Johannes Fatio als Prosektor demonstrierte er im Jahr 1674 auch chirurgische Operationen.
In einem posthum veröffentlichten Tractatus de Cerebro beschrieb Glaser die heute auch als Glaser-Spalte benannte Fissura petrotympanica.

## Schriften
- Tractatus de cerebro. Amsterdam 1680.